# Estonia na Zimowych Igrzyskach Olimpijskich 1998
Estonię na Zimowych Igrzyskach Olimpijskich 1998 reprezentowało 20 zawodników. Był to piąty start Estonii na zimowych igrzyskach olimpijskich.

## Dyscypliny

### Biathlon

#### Mężczyźni
| Zawodnik                                                   | Konkurencja         | czas biegu | Kary | Łączny czas | Pozycja |
| ---------------------------------------------------------- | ------------------- | ---------- | ---- | ----------- | ------- |
| Dimitri Borovik                                            | Bieg na 10 km       | 29:19,4    | 1    | 29:19,4     | 18.     |
| Indrek Tobreluts                                           | Bieg na 10 km       | 30:11,3    | 3    | 30:11,3     | 36.     |
| Janno Prants                                               | Bieg na 10 km       | 30:33,4    | 3    | 30:33,4     | 43.     |
| Janno Prants                                               | Bieg na 20 km       | 57:38,3    | 2:00 | 59:38,3     | 18.     |
| Dimitri Borovik                                            | Bieg na 20 km       | 58:07,7    | 3:00 | 1:01:07,7   | 31.     |
| Kalju Ojaste                                               | Bieg na 20 km       | 58:15,7    | 4:00 | 1:02:15,7   | 44.     |
| Janno Prants Indrek Tobreluts Kalju Ojaste Dimitri Borovik | Sztafeta 4 × 7,5 km | 1:26:35,5  | 0    | 1:26:35,5   | 13.     |

### Biegi narciarskie

#### Mężczyźni
| Zawodnik                                       | Konkurencja        | czas               | Pozycja            |
| ---------------------------------------------- | ------------------ | ------------------ | ------------------ |
| Jaak Mae                                       | Bieg na 10 km      | 27:56,0            | 6.                 |
| Andrus Veerpalu                                | Bieg na 10 km      | 28:00,7            | 8.                 |
| Raul Olle                                      | Bieg na 10 km      | 29:52,3            | 37.                |
| Elmo Kassin                                    | Bieg na 10 km      | 30:57,8            | 58.                |
| Jaak Mae                                       | Bieg na 30 km      | 1:38:52,3          | 11.                |
| Raul Olle                                      | Bieg na 30 km      | 1:40:03,5          | 17.                |
| Andrus Veerpalu                                | Bieg na 30 km      | 1:40:09,9          | 19.                |
| Meelis Aasmäe                                  | Bieg na 30 km      | 1:46:08,8          | 52.                |
| Meelis Aasmäe                                  | Bieg na 50 km      | Nie ukończył biegu | Nie ukończył biegu |
| Jaak Mae                                       | Bieg łączony       | 41:38,7            | 15.                |
| Elmo Kassin                                    | Bieg łączony       | 45:13,2            | 43.                |
| Andrus Veerpalu Raul Olle Elmo Kassin Jaak Mae | Sztafeta 4 × 10 km | 1:44:20,9          | 10.                |

#### Kobiety
| Zawodnik             | Konkurencja   | czas      | Pozycja |
| -------------------- | ------------- | --------- | ------- |
| Katrin Šmigun        | Bieg na 5 km  | 18:48,7   | 20.     |
| Cristel Vahtra       | Bieg na 5 km  | 19:41,4   | 53.     |
| Õnne Kurg            | Bieg na 5 km  | 20:58,7   | 73.     |
| Katrin Šmigun        | Bieg na 15 km | 49:18,9   | 13.     |
| Õnne Kurg            | Bieg na 15 km | 52:08,3   | 40.     |
| Cristel Vahtra       | Bieg na 15 km | 52:32,7   | 46.     |
| Cristel Vahtra       | Bieg na 30 km | 1:31:09,3 | 29.     |
| Kristina Šmigun-Vähi | Bieg na 30 km | 1:34:18,1 | 46.     |
| Õnne Kurg            | Bieg na 30 km | 1:34:59,9 | 48.     |
| Katrin Šmigun        | Bieg łączony  | 30:16,3   | 15.     |
| Cristel Vahtra       | Bieg łączony  | 33:40,4   | 50.     |
| Õnne Kurg            | Bieg łączony  | 28:37,0   | 61.     |

### Kombinacja norweska

#### Mężczyźni
| Zawodnik        | Konkurencja   | Skoki narciarskie | Skoki narciarskie | Skoki narciarskie | Skoki narciarskie | Skoki narciarskie | Skoki narciarskie | Bieg narciarski             | Bieg narciarski             | Strata                   | Pozycja                  |
| Zawodnik        | Konkurencja   | Skok 1            | Nota              | Skok 2            | Nota              | Punkty            | Pozycja           | Czas biegu                  | Pozycja                     | Strata                   | Pozycja                  |
| --------------- | ------------- | ----------------- | ----------------- | ----------------- | ----------------- | ----------------- | ----------------- | --------------------------- | --------------------------- | ------------------------ | ------------------------ |
| Magnar Freimuth | Indywidualnie | 81,0              | 95,5              | 82,5              | 99,0              | 194,5             | 37.               | 42:29,5                     | 27.                         | + 5:47,4                 | 33.                      |
| Jens Salumäe    | Indywidualnie | 84,0              | 102,5             | 83,0              | 101,0             | 203,5             | 24.               | 44:51,2                     | 43.                         | + 7:15,1                 | 39.                      |
| Tambet Pikkor   | Indywidualnie | 73,0              | 77,0              | 77,5              | 88,5              | 165,5             | 47.               | 44:13,8                     | 41.                         | + 10:25,7                | 44.                      |
| Ago Markvardt   | Indywidualnie | 73,0              | 77,5              | 85,0              | 104,0             | 181,5             | 44.               | Nie stanął na starcie biegu | Nie stanął na starcie biegu | Nie ukończył konkurencji | Nie ukończył konkurencji |

Drużynowo
| Zawodnik                                                 | Skoki narciarskie   | Skoki narciarskie    | Skoki narciarskie   | Skoki narciarskie    | Skoki narciarskie | Skoki narciarskie | Bieg narciarski | Bieg narciarski | Strata   | Miejsce |
| Zawodnik                                                 | Skok 1              | Skok 1               | Skok 2              | Skok 2               | Nota Łącznie      | Pozycja           | Bieg narciarski | Bieg narciarski | Strata   | Miejsce |
| Zawodnik                                                 | Odległość           | Nota                 | Odległość           | Nota                 | Nota Łącznie      | Pozycja           | Czas biegu      | Pozycja         | Strata   | Miejsce |
| -------------------------------------------------------- | ------------------- | -------------------- | ------------------- | -------------------- | ----------------- | ----------------- | --------------- | --------------- | -------- | ------- |
| Ago Markvardt Jens Salumäe Tambet Pikkor Magnar Freimuth | 76,0 87,0 78,0 77,5 | 84,0 108,5 90,0 88,0 | 79,5 83,5 80,5 79,0 | 92,0 101,0 94,0 92,0 | 749,5             | 11.               | 59:11,9         | 11.             | + 9:21,4 | 11.     |

### Łyżwiarstwo figurowe

#### Mężczyźni
| Zawodnik       | Konkurencja | Nota | Pozycja |
| -------------- | ----------- | ---- | ------- |
| Margus Hernits | Soliści     | 29,5 | 20.     |

### Saneczkarstwo

#### Mężczyźni
| Zawodnik    | Konkurencja | Ślizg 1         | Ślizg 2                  | Ślizg 3                  | Ślizg 4                  | Łącznie                  | Pozycja                  |
| ----------- | ----------- | --------------- | ------------------------ | ------------------------ | ------------------------ | ------------------------ | ------------------------ |
| Andrus Paul | Jedynki     | Dyskwalifikacja | Nie ukończył konkurencji | Nie ukończył konkurencji | Nie ukończył konkurencji | Nie ukończył konkurencji | Nie ukończył konkurencji |

#### Kobiety
| Zawodnik      | Konkurencja | Ślizg 1 | Ślizg 2 | Ślizg 3 | Ślizg 4 | Łącznie  | Pozycja |
| ------------- | ----------- | ------- | ------- | ------- | ------- | -------- | ------- |
| Helen Novikov | Jedynki     | 52,760  | 52,594  | 52,204  | 51,705  | 3:29,263 | 20.     |